# Yūji Takeshima
Yūji Takeshima (jap. 竹嶋 裕二, Takeshima Yūji; * 11. Juni 1999 in der Präfektur Chiba) ist ein japanischer Fußballspieler.

## Karriere
Yūji Takeshima erlernte das Fußballspielen in den Jugendmannschaften vom Funabashi FC und JEF United Ichihara Chiba. Seinen ersten Vertrag unterschrieb er 2018 beim Ehime FC. Der Verein aus Matsuyama, einer Stadt auf der Insel Shikoku, spielte in der zweithöchsten japanischen Liga, der J2 League. Bisher absolvierte er drei Zweitligaspiele.